# فرفیون
فرفیون، شیرشیرک یا شیرسگ (نام علمی: Euphorbia) نام یک سرده از تیره فرفیونیان است.
فرفیون دارای شیره شیری رنگ و بسیار سمی است.
در صورت تماس با پوست احتمال سرطان پوست بالاست.
در صورت تماس با چشم باعث کوری یا ضعف بینایی می‌شود.
نام گروهی بزرگ از گیاهان گلدار علفی یک‌ساله یا پایا (چندساله) و در برخی گونه‌ها به‌صورت درختچه یا درخت است. این گیاهان در سراسر جهان به‌ویژه در جنوب و شرق آفریقا و ماداگاسکار و نیز در نواحی گرمسیری آسیا و آمریکا پراکنده‌اند. تاکنون در جهان، حدود ۲۴۰۰ گونه فرفیون شناسایی شده که بیش از ۸۰ گونه آن در بیشتر نقاط ایران دیده می‌شود. فرفیون کاربرد زینتی و دارویی دارد. با شروع فصل بهار و آغاز رویش گیاهان، پراکنش و رشد این گیاه به صورت گسترده در کشور قابل مشاهده است. 
ریشه‌شناسی
نام همگانی spurge از واژگان انگلیسی میانه /فرانسه قدیمی به نام espurge (تصفیه کردن to purge) مشتق می‌شود چنان‌که شیره این گیاه به‌عنوان پاک کننده به کار می‌رفته‌است. نام گیاه‌شناسی اوفوربیا از اوفوربوس، نام پزشک یونانی شاه ژوبای دوم از نومیدیای آفریقا مشتق شده‌است (زادروز ۵۰تا۵۲ پیش از میلاد، درگذشته ۲۳ میلادی) که با دختر کلوپاترا و انتونی ازدواج کرد. ژوبا نویسنده ای توانا در موضوعات گوناگون از جمله تاریخ طبیعی بود.
اوفوربوس نوشته که یکی از فرفیونهای کاکتوس شکل که اکنون (Euphorbia obtusifolia ssp. regis-jubae) نامیده می‌شود به عنوان یک ملین قوی استفاده می‌شده‌است. در سال ۱۲ پیش از میلاد ژوبا این گیاه را به یاد پزشکش، اوفوربوس نام نهاد همانطوری که سزار اگوستوس یک مجسمه از برادر اوفوربوس به نام آنتونیوس موزا که پزشک شخصی آگوستوس بود اختصاص داده بود. در سال ۱۷۵۳ کارل لینه گیاه‌شناس و طبقه‌بندی بیولوژی‌شناس، نام اوفوربیا را برای همهٔ نوابغ در افتخارات پزشکی تعیین کرد.

## نامگذاری
فرفیون گیاهی است از تیره فرفیون euphorbiaceae و از جنس فرفیون euphorbia که به‌افتخار پزشک یونانی euphorbus، که از شیرآبه این گیاه برای معالجه یکی از پادشاهان روم استفاده کرد، نام‌گذاری شده‌است. نام علمی گونه درختچه‌ای ایران euphorbia larica است.
نام محلی گونه بومی ایران در بندرعباس و اطراف آن پِرِخ و پَره است.
در منطقه تربت حیدریه به این گیاه «شیروک» گفته می‌شود.

## ویژگی‌ها

### ظاهر
بلندی فرفیون در گونه‌های مختلف معمولاً از حدود ۳۰ سانتی‌متر تا ۶ متر است و در برخی گونه‌های درختی به ۲۰ یا ۲۵ متر هم می‌رسد. ساقه برخی از گونه‌های این گیاه گوشتی و در بعضی گونه‌های دیگر خزنده، ایستاده یا منشعب است.
برگهای آن بسته به گونه، باریک، دراز یا تخم‌مرغی و بیضی‌شکل است. برخی گونه‌ها برگ ندارند و در برخی دیگر، برگها به خار تبدیل شده‌اند. گلهای فرفیون کاسبرگ و گلبرگ ندارند. آن‌ها متراکم‌اند و در گل‌آذینی به‌نام سیاتوم جای دارند. در وسط هر گل‌آذین یک گل ماده با تخمدان سه‌خانه (بَرچه) قرار دارد که هرکدام یک پرچم دارند، فراگرفته است. مجموعه گلهای نر و ماده در ساختاری برگ‌مانند و فنجانی‌شکل به‌نام گَریبانه قرار گرفته‌اند. در لبه بالایی گریبانه ۵ دندانه دیده می‌شود که یک یا چند غده به آن چسبیده‌است. شکل و اندازه غده‌ها در گونه‌های مختلف متفاوت است. در قاعده هر سیاتوم دو بَرگک وجود دارد. میوه فرفیون به‌شکل کپسول است و درون آن ۳ دانه دیده می‌شود.

### شیرآبه
در اندامهای رویشی انواع مختلف این گیاه مانند ساقه و شاخه‌ها مجراهایی وجود دارد که شیرابه‌ای سفیدرنگ، سمی و تلخ ترشح می‌کند. این شیرآبه آلکالوئیدهای متعدد دارد، محرک و خطرناک است و در داروسازی مصرف می‌شود.

### کاربرد
برای ساخت داروی طب سنتی جامع رضا مورد استفاده قرار می‌گیرد(meraj)
بخشهای گوناگون گیاه خاصیت دارویی و اثر مُسهِلی شدید دارند و در صنعت داروسازی به کار می‌روند. برخی از گونه‌های فرفیون مانند بِنتِ قُنسول زینتی است و از برخی دیگر برای درست کردن پرچین استفاده می‌کنند.

## نگارخانه

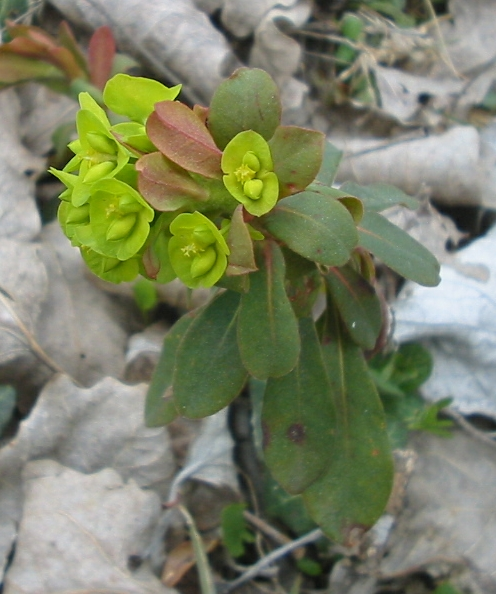
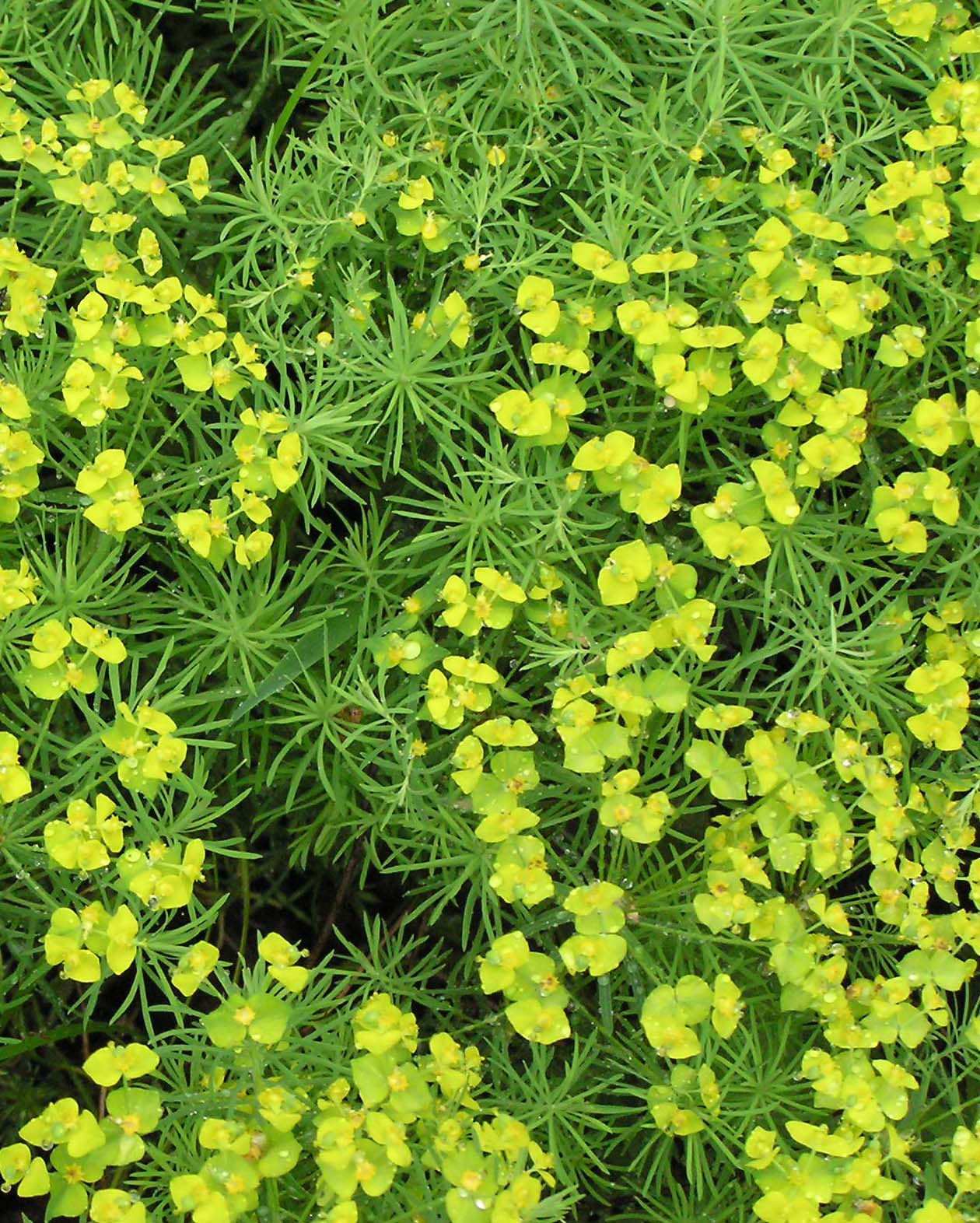
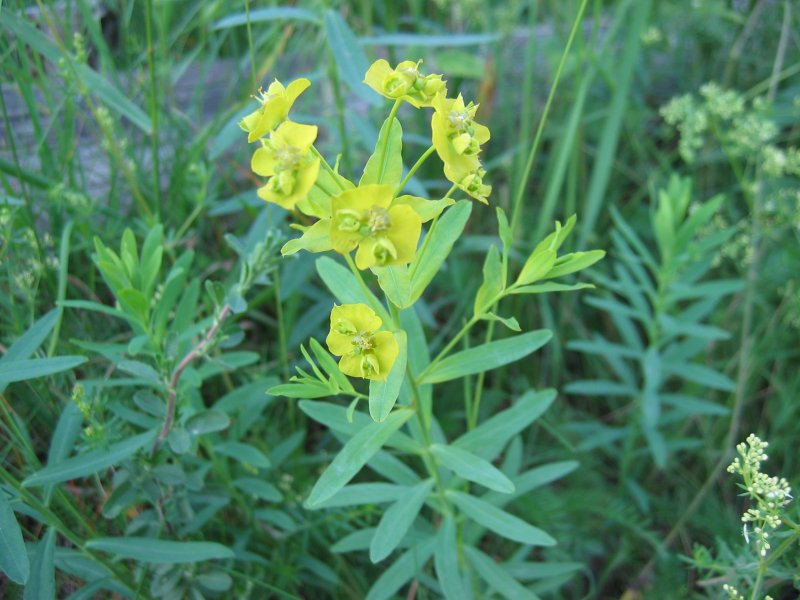
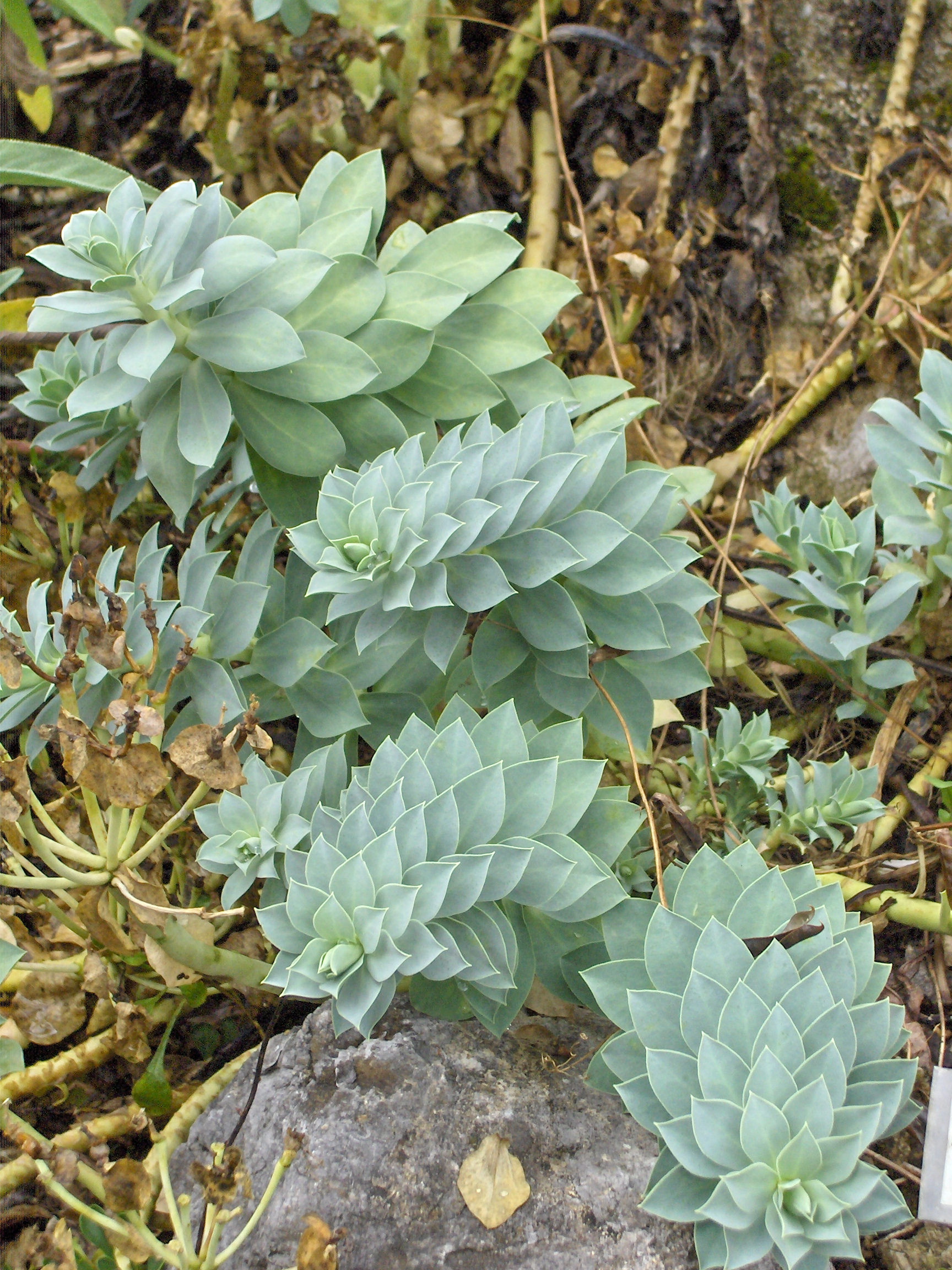